# Pedicularis forrestiana
Pedicularis forrestiana är en snyltrotsväxtart. Pedicularis forrestiana ingår i släktet spiror, och familjen snyltrotsväxter.

## Underarter
Arten delas in i följande underarter:
- P. f. flabellifera
- P. f. forrestiana